# مارتین وی. اسمیت

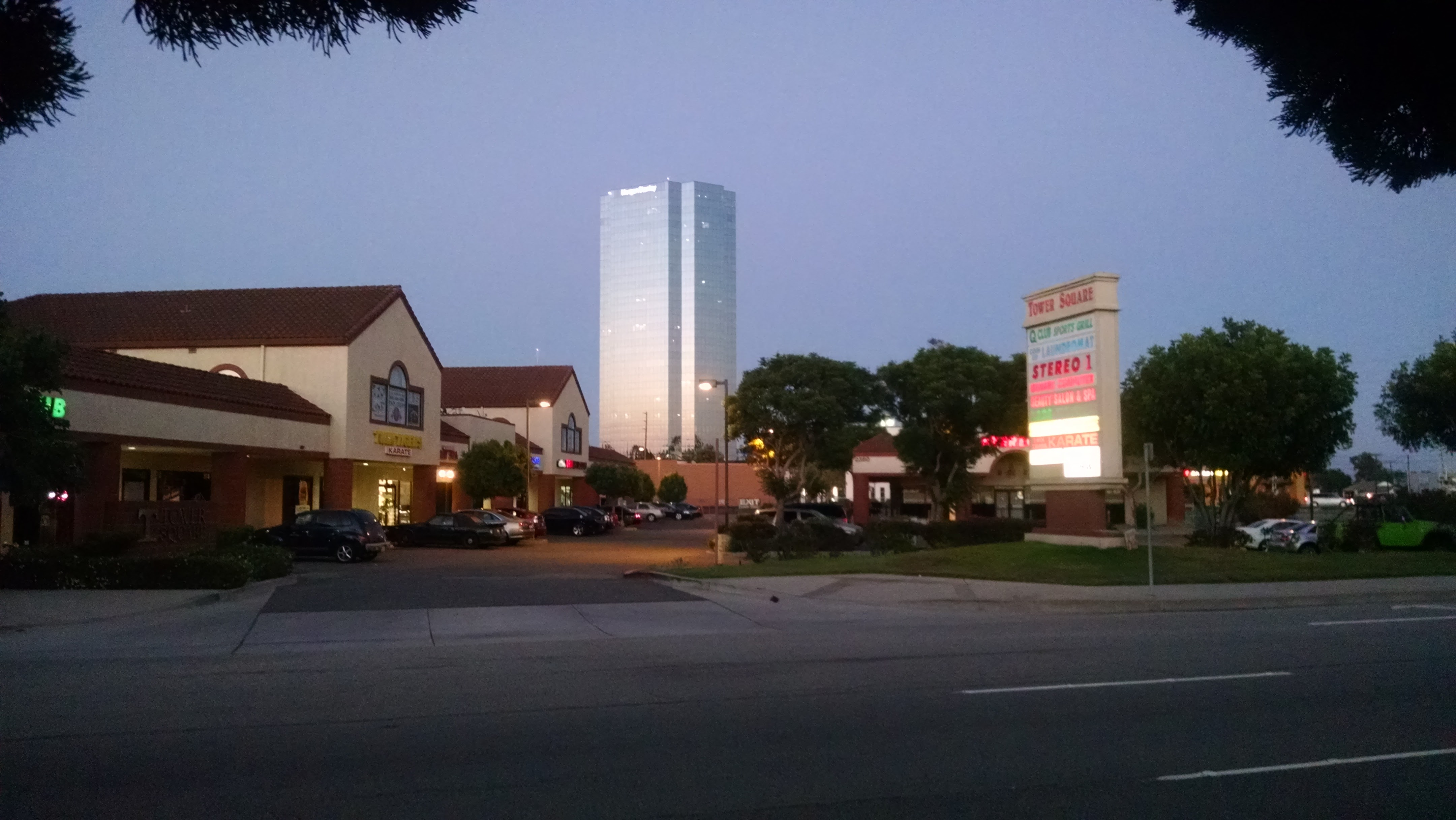
Oxnard Financial Plaza توسط Martin V. Smith & Associates توسعه داده شد.

مارتین وی. اسمیت ( به انگلیسی: Martin V. Smith) که با نام باد اسمیت نیز شناخته می‌شود (۱۸ اکتبر ۱۹۱۶ – درگذشته ۱۸ نوامبر ۲۰۰۱) یک توسعه‌دهنده و خیرخواه اهل آکسنارد، کالیفرنیا بود که دارایی از شهرستان لس‌آنجلس تا شهرستان سن لوئیس اوبیسپو بود. او در سیوکس فالز، داکوتای جنوبی به دنیا آمد. در سال ۱۹۴۱، زمانی که مجموعه‌ای از جوک‌باکس‌ها را با یک همبرگر فروشی ناموفق در بلوار آکسنارد معامله کرد، وارد تجارت شد و آن را به رستوران کلونیال هاوس تغییر داد.
اسمیت پس از بازگشت از خدمت سربازی در اقیانوس آرام جنوبی در طول جنگ جهانی دوم، خانه استعماری را به محبوب‌ترین رستوران در شهرستان ونتورا تبدیل کرد. خانه استعماری مورد بازدید ستارگان هالیوود بود. خانه استعماری در سال ۱۹۸۸ تخریب شد: شومینه سنگی آن برای سال‌ها در کنار بلوار آکسنارد پابرجا ماند.
اولین سرمایه‌گذاری او برای توسعه در سال ۱۹۴۵ انجام شد، زمانی که او ۴۰ جریب فرنگی (۱۶۰٬۰۰۰ متر مربع) خریداری کرد. ساخت مجموعه ای از دفاتر، مغازه‌ها، رستوران‌ها و یک متل آغاز شد. متل Wagon Wheel در سال ۱۹۴۷ تکمیل شد و به سرعت به یک ایستگاه محبوب برای مسافران بین لس آنجلس و سانتا باربارا تبدیل شد. رستوران Trade Winds در سال ۱۹۶۴ ساخته شد که توسط Fred Moniger از فاکس قرن بیستم و دکوراتور Ione Keenan طراحی شد. دن هو و بیچ بویز در آنجا اجرا داشتند.
اسمیت یک بشردوست بود که میلیون‌ها دلار به اهداف و سازمان‌های مختلف اهدا کرد. او و همسرش، مارتا، بنیاد مارتین وی و مارتا کی. اسمیت را برای حمایت از سازمان‌های اجتماعی ایجاد کردند. او هزینه ساخت یک باشگاه جدید پسران و دختران را در آکسنارد، که به نام او نامگذاری شد، تأمین کرد. او همچنین ۸ میلیون دلار برای تأمین مالی ساخت دانشگاه ایالتی کالیفرنیا، جزایر کانال، اهدا کرد و اولین مدرسه در محوطه آن به نام او نامگذاری شد.